# Nyirati Klára
Nyirati Klára (Baja, 1964. november 18. –) magyar pedagógus, politikus, 2019-2024 között Baja polgármestere.

## Élete
Angoltanár öccsével első generációs értelmiségek, édesanyja beruházási előadó, édesapja a bajai Finomposztó Gyárban művezető volt. 1983-ban a III. Béla Gimnáziumban érettségizett, majd 1987-ben Szegeden a Juhász Gyula Tanárképző Főiskolán szerzett tanári diplomát magyar–orosz szakon. Egy év orosztanítás után szerzett angol szakos diplomát a Janus Pannonius Tudományegyetemen. Először a bajai Bányai Júlia Szakképző Iskolában, majd 2011-től a katolikus Szent László ÁMK-ban tanított.
Elvált, második férje matematika–testnevelés szakos pedagógus. Három lánya született.

## Politikai pályafutás
1990-ben a Fidesz bajai alapszervezetének három alapítójának egyike volt. Az 1993-as székházbotrány és a párt jobboldali fordulatát követően Fodor Gáborékkal együtt kilépett a pártból.
A 2018-as magyarországi országgyűlési választás ellenzéki kudarcát követően belépett a Momentumba. 2018 végén a túlóratörvény ellen szervezett egyik ellenzéki tüntetésen az RTL riportjában nyilatkozott, amit követően lejáratókampány indult személye ellen. Az öccse által írt támogató Facebook-bejegyzésre érkezett támogatások hatására keresték meg az ellenzéki pártok, majd a 2019-es magyarországi önkormányzati választáson jelöltjükként Baja polgármesterévé választották.
2020 tavaszán a Magyar Önkormányzatok Szövetségének elnökségi tagjának választották.  2023. december elsején egy ellene indított pártbéli fegyelmi eljárás hírére kilépett a Momentumból.
2024-es önkormányzati választásokon nem sikerült megőriznie pozícióját, így mandátuma lejárt, és új polgármester vette át a városvezetést.